# Imre Nyéki
Imre Nyéki (ur. 1 listopada 1928 w Szerepie, zm. 27 marca 1995 w Budapeszcie) – węgierski pływak, specjalizujący się w stylu dowolnym, wicemistrz olimpijski z Londynu (1948) na dystansie 200 m stylem dowolnym w sztafecie.
Zdobył także dwa medale Mistrzostw Europy w 1954 r. w Turynie na 100 metrów (złoto) i 4 × 200 m stylem dowolnym (złoto). Podczas Mistrzostw Europy w 1947 r. w Monte Carlo zdobył brązowy medal w sztafecie 4 × 200 m stylem dowolnym. Również brązowy medal w tej konkurencji zdobył podczas Mistrzostw Europy w 1958 r. w Budapeszcie.